# Tinodes memorabilis
Tinodes memorabilis är en nattsländeart som beskrevs av G. Marlier 1959. Tinodes memorabilis ingår i släktet Tinodes och familjen tunnelnattsländor. Inga underarter finns listade i Catalogue of Life.